# Ola (Oroszország)
Ola (cirill betűkkel О́ла) 6070 lakosú városi típusú település Oroszország ázsiai részén, a Magadani terület Olai járásában.

## Elhelyezkedése
Ola az Ohotszki-tenger partján, Magadantól mintegy 30 kilométerre keletre helyezkedik el, az északi szélesség 59° 33′-én (nagyjából Stockholmmal egy szélességi körön) és a keleti hosszúság 151° 17′-én (közelítőleg a Sydney-n áthaladó hosszúsági körön). A város az Ola folyó torkolatánál, annak bal partján terül el.

## Éghajlat
Ola klímája zord. A tipikus nyári hőmérséklet 10–12°C, a téli -5 és -20°C között van.

## Történelem
Ola első fennmaradt említése a 17. század közepéről származik. Jelentősége akkor nőtt meg, amikor 1893-ban megnyílt a Szejmcsan – Ola postaút, és Ola kereskedelmi központtá vált. A kereskedelem fejlődésével párhuzamosan megjelentek az orosz központi hatalom képviselői is, és Olában iskola és templom épült.
A szovjethatalom 1923 júliusában vetette meg a lábát Olában, miután megérkeztek a Vörös Hadsereg csapatai és megalakult a helyi forradalmi tanács. 1926 januárjában megalakult az Olai központú Olai járás. A járás többszöri közigazgatási átszervezés után 1953-tól kezdődően az akkor megalakult Magadani terület része lett. 1931-ben Olában is lezajlott a mezőgazdaság szövetkezetesítése: megalakult a Puty Szevera ('Észak útja') termelőszövetkezet. 1941 januárjában megalakult a járási pártbizottság.
A második világháború eleinte csak közvetve érintette Olát; a város távol esett a hadműveleti területektől. A helyi lakosok adományokat gyűjtöttek a fronton szolgáló katonák számára. A besorozott olai fiatalok csak a háború legutolsó, Japán elleni fázisában harcoltak Szahalinon és a Kuril-szigeteken.

## Kultúra
Olában helytörténeti múzeum mutatja be a város és a járás történetét. A múzeum, amely 1976. április 27-én nyitotta meg kapuit, az Olai járás megalapításának ötvenedik évfordulójára alakult meg. A látogatók eredetileg 826 muzeális tárgyat láthattak az 50 négyzetméteres kiállítótérben. Az 1990-es években a múzeum átköltözött jelenlegi helyére, az Úttörőházba. Az új helyszínen mintegy 220 négyzetméteren 5817 kiállítási tárgyat őriznek. A múzeumot évente mintegy 5500 ember látogatja, köztük amerikai, német, japán és kanadai vendégek is (dacára annak, hogy a külföldi vendégek az orosz állampolgárok számára megállapított 5 rubeles belépődíj kétszeresét fizetik).
A helység kulturális nevezetességei közé tartozik még D. A. Tatyilov szobra. Tatyilov a fehérgárdisták elleni harc helyi szervezője volt a polgárháború idején. A szobrot 1967-ben állították.